# Heautontimorumenos
Heautontimorumenos, también escrito como Heauton timorumenos (en griego antiguo: Ἑαυτὸν τιμωρούμενος, Heauton timōroumenos, en español: El que se atormenta a sí mismo, El enemigo de sí mismo o El verdugo de sí mismo), es una comedia escrita en latín por Publio Terencio Africano, dramaturgo romano de época republicana. Fue representada por primera vez en el año 163 a. C., según la cronología consular, y es, según las didascalias, la tercera de las seis comedias de Terencio que se nos han preservado. No obstante, desde comienzos del siglo XX, algunos autores, como L. Gestri y R. Blum, han analizado el contenido de los prólogos de las obras terencianas y defienden que esta pieza debería ocupar no el tercer puesto, sino más bien el quinto.
Tampoco es fácil dilucidar cuáles fueron las fuentes de Terencio a la hora de componer esta comedia. Se sabe que Menandro escribió una obra homónima, por lo que lo más lógico es pensar que ésta fuese la base de la pieza de Terencio. No obstante, mucho es lo que se ha escrito sobre si Terencio se limitó a traducir la obra de Menandro o si, por el contrario, la combinó con otras fuentes y, dado el estado fragmentario del original griego, la cuestión parece quedar lejos de ser dilucidada.

## Personajes
- Cremes, anciano caballero ateniense recientemente trasladado al campo, padre de Clitifón
- Menedemo, anciano vecino de Cremes, padre de Clinia
- Clitifón, joven hijo de Cremes, amante de Baquis
- Clinia, joven hijo de Menedemo, enamorado de Antífila
- Siro, esclavo de Clitifón
- Dromón, esclavo de Clinia
- Sóstrata, esposa de Cremes
- Antífila, joven tejedora, amada por Clinia
- Baquis, una rica meretriz
- Frigia, esclava de Baquis
- Cántara, nodriza, sirvienta de Sóstrata
- (El cantor)

## Argumento
El personaje al que alude el título de la obra, el hombre que se castiga y atormenta a sí mismo, es Menedemo y lo hace porque ha sido un padre demasiado estricto y severo y, como consecuencia de ello, su hijo Clinia se ha escapado de casa y se ha alistado como soldado en un ejército en el extranjero. Sin embargo, la trama no gira sólo en torno a las mortificaciones del anciano padre, sino que se centra sobre todo en el enredo amoroso, como es habitual en las comedias helenísticas y, por ende, también en las comedias romanas. En efecto, Clinia regresa antes de lo previsto porque está enamorado de una muchacha, de nombre Antífila. A partir de ahí, Terencio traza una doble intriga amorosa, la de Clinia y Antífila y la del amigo de Clinia, Clitifón, con una cortesana, Baquis.
Es ésta la comedia terenciana que tiene un argumento más complejo y embrollado. Sin embargo, baste decir que a lo largo de la obra se suceden muchos y complicados enredos, pues los dos muchachos, Clinia y Clitifón, intentan engañar a sus respectivos padres y, sobre todo, conseguir el dinero necesario para que Clitifón pueda unirse con Baquis. Sin embargo, conforme a las reglas del género, al final todo termina con un desenlace feliz: Clinia y Antífila contraen matrimonio, puesto que se descubre que esta última es hermana de Clitifón; por su parte, Clitifón consigue ser perdonado por su padre y acepta dejar a Baquis y casarse con una joven de buena familia.

## Repercusión posterior de la obra
El Heautontimorúmenos fue bastante popular en la Antigüedad romana, sobre todo si tenemos en cuenta que Terencio fue un autor mucho menos popular que el otro gran comediógrafo latino, Plauto. A partir de un pasaje de Varrón sobre Menedemo, podemos deducir que en su tiempo, en el s. I a. C., aún seguía representándose. Más aún, unas inscripciones de Pompeya atestiguan que el personaje de Menedemo todavía gozaba de popularidad un siglo después, en el s. I de nuestra era.
Si avanzamos en el tiempo, veremos que la obra también ha ejercido una notable influencia en época moderna y contemporánea. En Italia, Ariosto lo imita en su Cassaria de 1508 (de hecho, la primera escena del Acto II es una traducción casi literal de la tercera escena del Acto II de la obra de Terencio) y en su Suppositi de 1509 (en esta última, el personaje de Eróstrato encuentra su modelo en el de Menedemo). En la Francia de la primera mitad del siglo XVIII, Barthélemy-Christophe Fagan se inspira en el Heautontimorúmenos para escribir la comedia titulada L'Inquiet (1737). Un siglo después, Baudelaire emplearía la expresión heautontimorumenos, para el poema LXXXIII de Las flores del mal, conocido precisamente como la pieza de Terencio. En Inglaterra, All Fools de G. Chapman (1599) también es claramente deudora de la comedia que aquí nos ocupa. Por último, en España, el Marqués de Santillana recogió en el prólogo de sus Proverbios de gloriosa e fructuosa enseñanza algunos de los consejos que aparecen en el Heautontimorúmenos y en otra obra más de Terencio, Adelphoe. Incluso se encuentran huellas de la Andria y el Heautontimorumenos en La guardia cuidadosa y en La isla bárbara, de Lope de Vega.
Finalmente, no podemos olvidar que el verso 77 del Heautontimorúmenos, Homo sum, humani nihil a me alienum puto, ha sido ampliamente citado y comentado, tanto por autores antiguos (Cicerón, Séneca, San Agustín) como modernos y contemporáneos (Unamuno), puesto que se considera la máxima expresión del pensamiento humanista de Terencio. Incluso ha sido adaptado por el pensamiento humanista de la Iglesia Católica contemporánea. No en vano, en el Concilio Vaticano II, en el proemio de la Constitución pastoral Gaudium et spes, se escribió nada hay verdaderamente humano que no encuentre eco en su corazón.